# Sterkselse Aa
Pour les articles homonymes, voir Aa.
Le Sterkselse Aa est une rivière néerlandaise dans l'est de la province du Brabant-Septentrional.

## Géographie
Elle naît à partir de plusieurs ruisseaux sur la frontière des provinces du Brabant-Septentrional et du Limbourg néerlandais, à l'est du village de Maarheeze. À partir de là, la plupart des eaux passent par le Canal de Sterksel, creusé entre 1916 et 1920. Ce canal double l'ancien cours du Sterkselse Aa, un ruisseau parallèle ayant conservé ses méandres. Au nord de Sterksel, les deux cours d'eau se rejoignent sous le nom de Sterkselse Aa. Auprès du Château de Heeze, la rivière rejoint le Grote Aa pour former le Kleine Dommel.

## Source
- (nl) Cet article est partiellement ou en totalité issu de l’article de Wikipédia en néerlandais intitulé « Sterkselse Aa » (voir la liste des auteurs).